# NGC 1837
NGC 1837 ist die Bezeichnung eines offenen Sternhaufens im Sternbild Mensa. Das Objekt wurde am 3. November 1834 von John Herschel entdeckt.